# Salm-Kyrburg
Salm-Kyrburg fue un estado del Sacro Imperio Romano Germánico localizado en el presente estado federado de Renania-Palatinado, Alemania, una de las numerosas particiones de Salm. Fue creado por dos veces: la primera como un Wild- y Ringraviato (partición del Alto Salm), y la segunda como Principado (sucediendo al anterior Principado de Salm-Leuze). El primer estado de Salm-Kyrburg se dividió a su vez entre él mismo, Salm-Mörchingen y Salm-Tronecken en 1607, y fue heredado por Salm-Neuweiler en 1681 tras extinguirse su línea.
En 1742, Salm-Kyrburg fue elevado a un principado; compartió su voto en el Reichstag con Salm-Salm. Salm-Kyrburg fue anexionado por Francia en 1798; esto fue reconocido por el Sacro Imperio Romano Germánico en el Tratado de Lunéville de 1801. Como compensación, a los príncipes les fueron concedidos nuevos territorios que anteriormente pertenecían a los Obispos de Münster en 1802, lo que formó el Principado de Salm de nueva formación.
El entero título utilizado por los Príncipes del estado resucitado era "Príncipe de Salm-Kyrburg, Príncipe Soberano de Ahaus, Bocholt y Gemen, Wildgrave de Dhaun y Kyrburg, Ringrave de Stein".

## Príncipes de Salm-Kyrburg

### Wild- y Ringraves (1499-1681)
- Juan VII (1499-1531).
- Juan VIII (1531-1548).
- Otón I (1548-1607).
- Juan Casimiro (1607-1651).
- Jorge Federico (1651-1681).

### Príncipes soberanos (1743-1813)
- Felipe José (Wild- y Rinegrave de Salm-Leuze) (1743-1779).
- Federico III (1779-1794).
- Federico IV (1794-1813).

### Príncipes mediatizados dentro de Prusia (1813-1905)
- Federico IV (1813-1859).
- Federico V (1859-1887).
- Federico VI (1887-1905).
- Yvonne (1905-1918).